# 4-Hydroxybenzoesäureethylester
4-Hydroxybenzoesäureethylester, auch para-Hydroxybenzoesäureethylester (PHB-Ethylester) ist der Ethylester der aromatischen Carbonsäure 4-Hydroxybenzoesäure und gehört zu den Parabenen.

## Eigenschaften
Der Schmelzpunkt liegt bei 115,8 °C mit einer Schmelzenthalpie von 158,6 J·g−1. Die Verbindung kristallisiert in einem monoklinen Kristallgitter mit der Raumgruppe C2/c (Raumgruppen-Nr. 15). Die Dampfdruckfunktion ergibt sich nach August entsprechend ln(P) = −A/T+B (P in Pa, T in K) mit A = 34,7 ±0,2 und B = 12132 ±80 im Temperaturbereich von 40 °C bis 53 °C. Aus der Dampfdruckfunktion lässt sich eine molare Sublimationsenthalpie von 100,9 kJ·mol−1 ableiten. Die Löslichkeit ist in Wasser gering, in organischen Lösungsmitteln eher sehr gut.
Das Absorptionsmaximum λmax liegt bei 256 nm.
| Löslichkeit in verschiedenen Lösungsmitteln (bei 25 °C, in g/100 g Lösungsmittel)[6] |        |                |          |         |                |        |              |           |
| Lösungsmittel                                                                        | Wasser | Wasser (80 °C) | Methanol | Ethanol | Propylenglycol | Aceton | Diethylether | Erdnussöl |
| Löslichkeit                                                                          | 0,17   | 0,86           | 115      | 70      | 25             | 84     | 43           | 1,0       |
Der 4-Hydroxybenzoesäureethylester bildet mit anderen 4-Hydroxybenzoesäureestern eutektisch schmelzende Mischungen.
| Eutektika bei Mischungen von 4-Hydroxybenzoesäureestern[4] |               |               |              |
|                                                            | Methylparaben | Propylparaben | Butylparaben |
| Molanteil Ethylparaben                                     | 0,54          | 0,40          | 0,24         |
| Eutektischer Schmelzpunkt                                  | 88,5 °C       | 76,0 °C       | 58,3 °C      |

## Verwendung
4-Hydroxybenzoesäureethylester dient als Konservierungsmittel und ist beispielsweise in Shampoos, Duschgels und anderen Kosmetika zu finden. Außerdem wird er in der Forschung zum Vermeiden von unerwünschten Verpilzungen auf bakteriologischen Agarplatten verwendet. In der Lebensmittelindustrie gehört der PHB-Ester zu den bedingt zugelassenen Konservierungs- und Antioxidationsmitteln.
PHB-Ethylester ist in der EU als Lebensmittelzusatzstoff der Nummer E 214 zugelassen. Wegen besserer Löslichkeit wird meist das Natriumsalz (Natriumethyl-p-hydroxybenzoat, E 215) verwendet.
Parabene im Allgemeinen können beim Menschen, vor allem bei Asthmatikern, pseudoallergische Reaktionen hervorrufen, wie z. B. Nesselsucht oder asthmatische Anfälle.

## Sicherheitshinweise/Toxikologie
4-Hydroxybenzoesäureethylester wurde 2017 von der EU gemäß der Verordnung (EG) Nr. 1907/2006 (REACH) im Rahmen der Stoffbewertung in den fortlaufenden Aktionsplan der Gemeinschaft (CoRAP) aufgenommen. Hierbei werden die Auswirkungen des Stoffs auf die menschliche Gesundheit bzw. die Umwelt neu bewertet und ggf. Folgemaßnahmen eingeleitet. Ursächlich für die Aufnahme von 4-Hydroxybenzoesäureethylester waren die Besorgnisse bezüglich als potentieller endokriner Disruptor. Die Neubewertung wurde zurückgezogen.